# Alcántara-Stausee
Der Alcántara-Stausee ist ein Stausee des Tajo, des längsten Flusses auf der Iberischen Halbinsel. Er liegt in der spanischen Autonomen Gemeinschaft Extremadura nahe der portugiesischen Grenze, in unmittelbarer Nähe der Ortschaft Alcántara.
Die Talsperre heißt offiziell Embalse de José María de Oriol-Alcántara II und ist nach einem Direktor des früheren Eigentümerunternehmens Hidroeléctrica Española (heute Iberdrola) benannt.

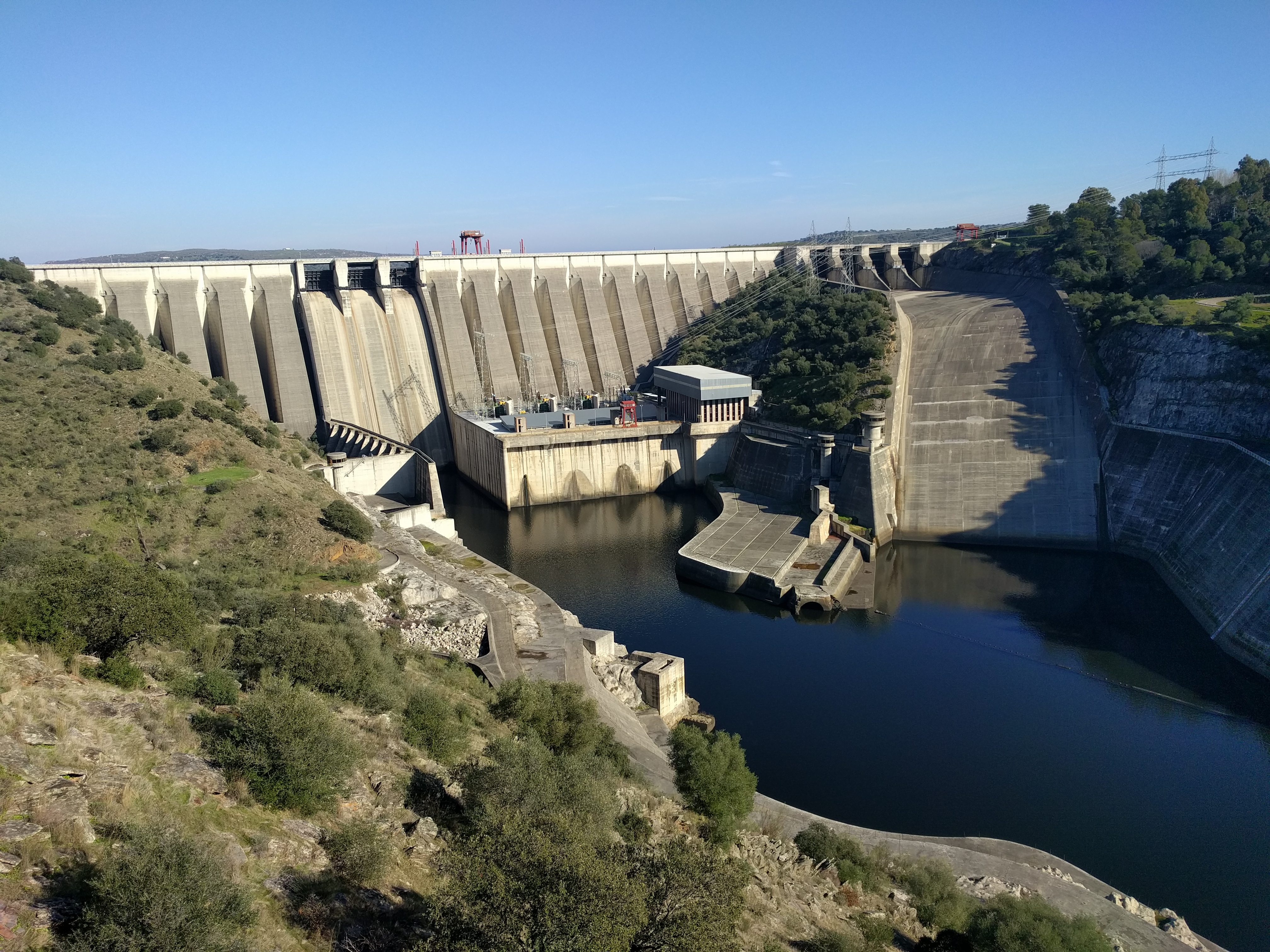
Staumauer

Das Absperrbauwerk wurde 1970 ca. 600 Meter oberhalb der antiken römischen Brücke von Alcántara gebaut. Die Gewichtsstaumauer ist 130 Meter hoch und 570 Meter lang.

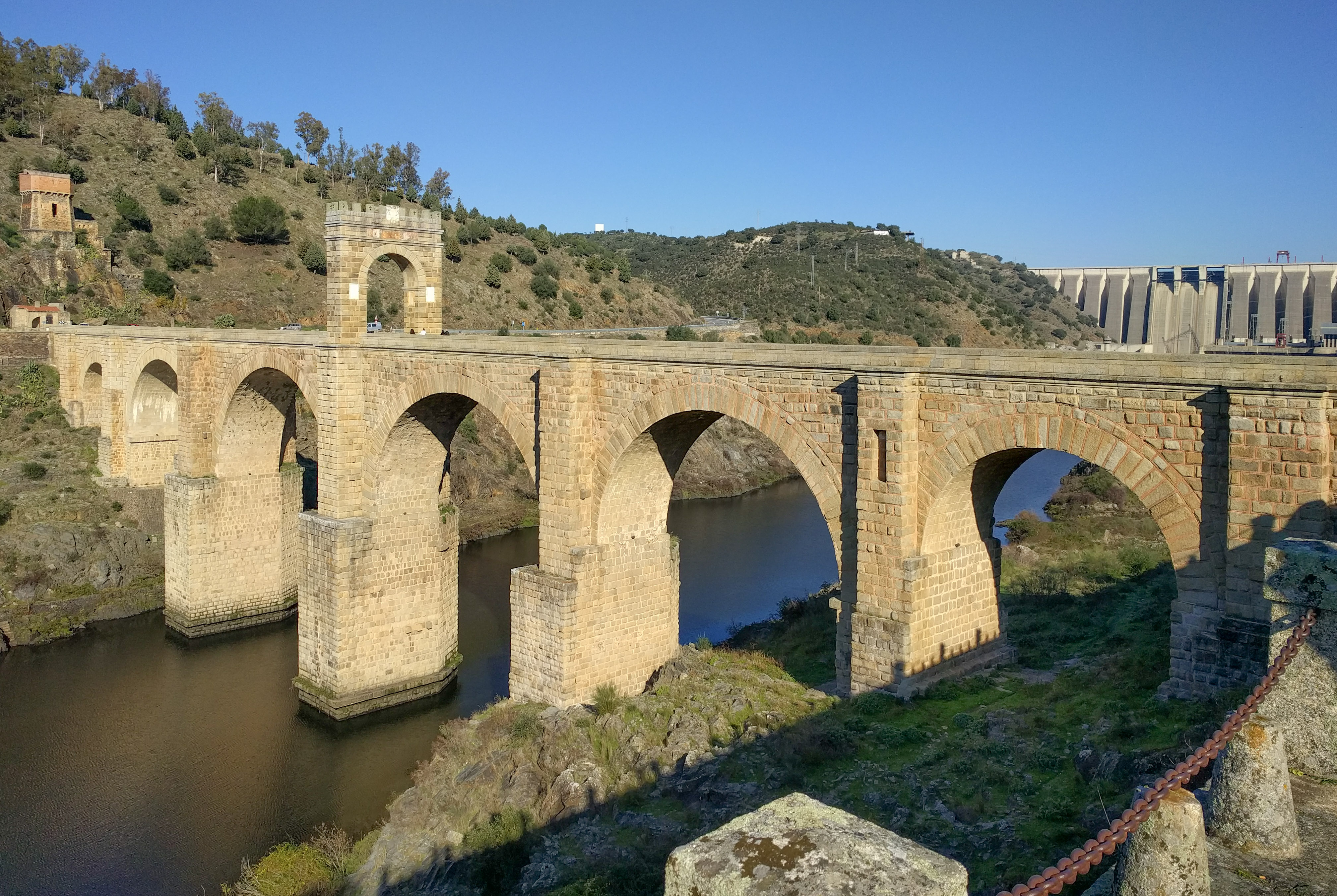
Brücke mit Staumauer im Hintergrund

Der Stausee fasst 3,162 Milliarden Kubikmeter und ist 104 Quadratkilometer groß. Das Wasserkraftwerk leistet 915 Megawatt.